# Ruine Festi (Bennewil)
Die Ruine Festi (Bennewil) oder Festeli ist eine abgegangene mittelalterliche Höhenburg aus dem 14. Jahrhundert und befindet sich in der Schweizer Gemeinde Gurzelen im Kanton Bern.

## Lage und Beschreibung
Die Burgruine liegt auf einer bewaldeten Hügelkuppe  nördlich der Kirche von Gurzelen. Wenige Mauerspuren der Ringmauer sowie von Innenbauten sind noch erkennbar.

## Geschichte
1344 verkaufte die kinderlos verwitwete Bernburgerin Anna Münzer ihren Besitz in Gurzelen den Söhnen ihrer Schwester Gepa, Burkhard V. und Laurentz von Bennenwil, und dem Gatten ihrer Schwester Katharina, Niklaus von Lindnach. Das Besitztum enthielt neben der Burg mit dem zugehörigen Landgut 24 verpachtete Güter und Ländereien sowie den Geistsee. Die drei neuen Herren bauten dann innerhalb von zwei Jahren die veraltete Burganlage aus. Der westlich bestehende quadratische Wohnturm wurde erneuert und aufgestockt, dazu östlich auf der Geländerippe ein rechteckiger Turm gebaut. Zwischen beiden Türmen befand sich ein abgeschlossener Hof mit Zugangstor.
Die männlichen Nachkommen der drei Besitzer blieben alle kinderlos. Damit starb das Geschlecht der Bennenwiler noch vor 1400 aus. Der Lindnach-Drittel kam an das Obere Spital Bern und wurde 1523 von der Familie von Wattenwyl auf Burgistein erworben. Die zwei Drittel des Besitztums der Bennenwil gelangten über weibliche Nachkommenschaft an die Berner Ratsfamilien der von Krauchthal und der von Erlach und über das Kloster Thorberg nach der Reformation an Bern. 1532 und 1542 erwarb Reinhard von Wattenwyl zu Burgistein zusätzlich den Erlach-Drittel und war somit Herr über zwei Drittel. Bern verwaltete seinen Anteil durch Amtsleute, die Burg wurde nicht mehr benutzt und zerfiel. Aus der Ruine wurde vermutlich ein „Steinbruch“ für Hausfundamente und Mauern.